# Pemphigus rubiradicis
Pemphigus rubiradicis är en insektsart som beskrevs av Theobald 1929. Pemphigus rubiradicis ingår i släktet Pemphigus och familjen långrörsbladlöss. Inga underarter finns listade i Catalogue of Life.